# Swertia rosulata
Swertia rosulata là một loài thực vật có hoa trong họ Long đởm. Loài này được (Baker) Klack. miêu tả khoa học đầu tiên năm 1990.